# Musio (ロボット)

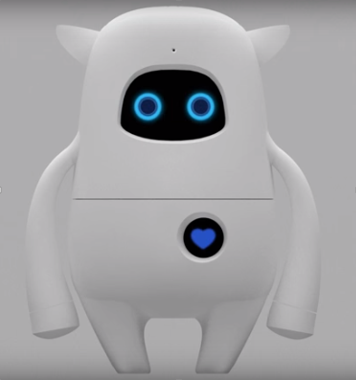
A.I. Robot created by AKA

Musio（ミュージオ）は人工知能ソーシャルロボット。AKAにより研究・開発された。

## 概要
人工知能技術による会話エンジンと感情エンジンを搭載したソーシャルロボット。ディープ・ラーニング技術を用いた会話エンジンにより、人と英語で日常会話を行うことができる。また、自立した感情体験を持っており、人との会話内容や頻度によって、感情が変化し、表情、色、音で表現する。内蔵カメラでユーザーを認識し、ユーザーとの会話を通じて蓄積したデータによって感情が変化し、それぞれのMusioが異なる性格を持つようになる。
2017年4月14日に、英語学習ロボットとして日本で正式発売。
ユーザーは、Musioと自由に英語で会話することで、英語力を向上することができる。また、Musioと連携する専用スキャナSophyを利用して、様々な英語学習教材と連動して、ユーザーの目的やレベルに合った学習を進めることができる。
将来的には、家電やIoTデバイスと連携し、家庭生活を様々な面からサポートするホームアシスタントの機能を持つようになる予定。
ソフトバンク コマース＆サービスと提携して販売。また、製造及びメンテナンスにおいてはVAIOと提携。
また、Musioがモチーフとなった小説『Musio Ⅰ：電脳メイロ』が発売されている。

## 沿革

### 2015年
- 5月21日 - Indiegogoでクラウドファンディングを開始
- 7月6日 - Indiegogoで目標の200%を超える金額で成功[9]
- 11月18日 - 日本で製品発表会を実施[4]
- 12月15日 - 学研アクセラレーター2015への参加が決定[10]
- 12月25日 - ロボットスタートとの業務提携を発表[11]

### 2016年
- 1月20日 - Makuakeで日本限定ヒノキMusioとミニチュアMusioのクラウドファンディングを開始、同時に伊勢丹新宿本店にて展示[12]
- 2月6日 - 成基とGlobal Visionと「英語教育プログラムの開発」に関する提携を発表[13]
- 3月4日 - リクルートホールディングスと製造に関する提携を発表[14]
- 3月12日 - SXSW AcceleratorにてInnovative World Technologies Finalistsとして選出される[15]
- 3月30日 - Makuakeで目標の120%の金額で成功[16]
- 4月11日 - 日本正式販売に向けてソフトバンクコマース＆サービスとの提携を発表
- 5月2日 - 同志社中学校・高等学校における「Musioパイロット導入及び教育効果の実証実験」に関する提携を発表[17]
- 6月27日 - VAIOと「Musioの製造及びメンテナンス提携」に関する提携を発表
- 8月3日 - 新宿髙島屋にて限定版Musioの展示やMusio体験を実施[18]

### 2017年
- 3月30日 - 神戸学院大学で、Musioを活用した全国初のロボット英語授業が開始[19]
- 4月14日 - ソフトバンク コマース＆サービス株式会社が、英語学習用AI（人工知能）搭載ロボット「Musio X（ミュージオ エックス）」を発売。[20]
- 4月14日 - Musioをモチーフにした小説『Musio Ⅰ：電脳メイロ』が紀伊國屋書店及びAmazonにて発売[8]

## 仕様
| Musio        | Musio                                               |
| ------------ | --------------------------------------------------- |
| サイズと重量 | 高さ: 220 mm, 幅: 168 mm, 厚さ: 85 mm, 重さ: ~900 g |
| CPU          | ARM Cortex quad core                                |
| バッテリー   | 10800mAh (2700mAh Li-cell Battery 4EA)              |
| ディスプレイ | 5.5" Color TFT-LCD 1080x1920 (FHD)                  |
| マイク       | Noise Canceling                                     |
| スピーカー   | Rated 1.0W / Max 1.2W                               |
| OS           | Android 5.1.1                                       |
| ネットワーク | Wi-Fi 802.11 b/g/n BT 4.0 LTE B1(2.1GHz band)       |